# Limenitis monorufopunctata
Limenitis monorufopunctata är en fjärilsart som beskrevs av Ruggero Verity 1950. Limenitis monorufopunctata ingår i släktet Limenitis och familjen praktfjärilar. Inga underarter finns listade i Catalogue of Life.